# Pavillon du Butard
Le pavillon du Butard est un ancien rendez-vous de chasse construit par l'architecte Ange-Jacques Gabriel, à la demande du roi Louis XV entre 1750 et 1754.
Il se situe dans la forêt domaniale de Fausses-Reposes, à La Celle-Saint-Cloud, dans le département français des Yvelines en région Île-de-France.

## Situation
L'accès se fait par le chemin du Butard via l'avenue des Puits (RD 173), qui marque la limite communale avec la ville voisine de Vaucresson et qui relie Bougival et la RN 13 au nord à la RD 307 et l'A13, à proximité, au sud.

## Historique
Le pavillon, dont la construction est ordonnée par le roi Louis XV, se trouve alors sur une parcelle de la terre de La Celle, appelée Bois des Hubies, jadis achetée par le roi Louis XIV, en 1683, aux moines de l'abbaye de Saint-Germain-des-Prés, en vue de l'intégrer dans son parc de Versailles. Il est bâti sous la houlette de l'architecte Ange-Jacques Gabriel, entre 1750 et 1754, et porte un temps, le nom de « pavillon des Hubies ».
L'édifice est alors pourvu de dépendances à partir de 1752, telles qu'une laiterie, une vacherie, une écurie et un pavillon de garde.
Le roi Louis XVI continue, tout au long de son court règne, à venir en ce pavillon lors de ses nombreuses parties de chasse.
Durant la Révolution, le pavillon, comme de nombreuses possessions royales et aristocratiques, est saisi comme bien national, puis vendu le 27 juin 1794 (8 messidor An II) à Me François-Nicolas Périgon, notaire à Paris. Souhaitant arrondir son domaine du château de Malmaison, Joséphine de Beauharnais l'acquiert le 23 avril 1802 (3 floréal an X), mais il revient dans le giron de l'État en 1809, lors de son divorce.
Peu fréquenté durant la Restauration, le roi Charles X y vient néanmoins à l'occasion de chasses, puis le pavillon tombe dans l'oubli au cours des régimes suivants, jusqu'au Second Empire, où Napoléon III, s'y intéresse alors. Il fait appel, en 1860, à l'architecte Charles-Auguste Questel, en vue de moderniser et rafraîchir l'édifice. Celui-ci détruit l'ensemble des dépendances, à l'exception du pavillon de garde qu'il double par un bâtiment identique.
Quand la guerre franco-prussienne de 1870 éclate, le pavillon, occupé par les Prussiens, est saccagé, et l'ensemble des boiseries est brûlé. Au sortir de la commune de Paris, l'État confie la gestion de cet ensemble, à l'Administration des Eaux et Forêts et celui-ci sombre alors dans un abandon total jusque dans les années 1900, où il commence à être loué à plusieurs personnalités.
Entre-temps, vers 1884, Armand Fallières, alors ministre de l'Instruction publique, propose le pavillon au chimiste Louis Pasteur, qui se voit finalement accordé le parc de Villeneuve-l'Étang à Marnes-la-Coquette.
Au début du XXe siècle, Edmond Blanc, propriétaire-éleveur de chevaux de course, maire de La Celle et bâtisseur de l'hippodrome sur cette commune, loue l'ancien rendez-vous de chasse, essentiellement pour offrir, sur les terres qui l'entourent, un cadre paisible à ses juments poulinières. En 1911, il accepte de sous-louer le pavillon au couturier Paul Poiret, qui entreprend de grands travaux de réparation du gros-œuvre et de rénovation du décor intérieur, installe une salle de bains et des commodités et remeublera les lieux pour les utiliser comme résidence secondaire. Les Poiret, qui gardent le pavillon jusqu'en 1917, s'y réunissent en famille ou avec un cercle restreint d'amis proches et y organisent des concerts de musique de chambre. En dépit des dimensions réduites du salon, Denise Poiret y organise en 1912 une grande fête à thème mémorable, intitulée Les Festes de Bacchus au Butard, qui réunit 300 personnes costumées à l'antique sur les terrasses et aux alentours du pavillon. Le locataire suivant est Maurice Métayer. 
Par la suite, en 1933, la société du Vieux Marly loue le pavillon du Butard en vue d'y établir un musée, mais quitte précipitamment les lieux durant la Seconde Guerre mondiale, à la suite de l'explosion d'une bombe dans la nuit du 16 juin 1944, endommageant l'édifice.
À la Libération, le pavillon sert de « repli » à des personnalités plus ou moins compromises avec l'occupant entre autres l'écrivain Jacques Chardonne (1884-1968). Il est ensuite mis à la disposition des présidents de l'Assemblée nationale et est en 1959 au centre d'une célèbre affaire de mœurs, dite « des ballets roses », dans laquelle est impliqué André Le Troquer.
Toujours propriété de l'État, l'Office national des forêts est l'établissement public qui en assure l'entretien et la gestion.
En avril 2015, devant le projet de vente du pavillon du Butard par l'État, la SPPEF engage un recours en justice contre son décret de cession. L'État doit mettre en vente le pavillon et les deux maisons forestières à l'horizon 2018, cette segmentation du parcellaire remettant en cause la dimension domaniale.
En 2019, le pavillon fait l'objet d'un intérêt de la part du centre des monuments nationaux, en vue d'un hypothétique rachat.

## Architecture et description
On pénètre alors dans l'édifice via une grille, encadrée par quatre pilastres en pierre, aujourd'hui disparus. Une cour pavée permet d'entrer dans un pavillon un peu plus haut que large, avec un avant-corps en saillie et un perron menant à la porte principale vitrée au-dessus de laquelle se trouve un fronton triangulaire sculpté.
Ce fronton est illustré d’un haut-relief évoquant la chasse à courre au sanglier (rare exemple parmi les autres pavillons de chasse). La décoration extérieure reste néanmoins, très sobre. De chaque côté, une porte à un seul vantail est surmontée d'une tête de cerf dans un médaillon ovale avec guirlandes de feuillages.
L'escalier desservant alors l'entresol et les caves s'emprunte depuis l'extérieur, à droite de l'édifice.

### Levestibule
Son sol est alors, recouvert de carrelage à damier noir et blanc. Les meubles y sont simples : une cheminée, deux encoignures d'acajou recouvertes de brèches de marbre, des chaises de paille, une lanterne centrale en miroir. Cette pièce conserve encore aujourd'hui ses proportions, à l'exception du percement d'une porte de service, lors des travaux de 1860, donnant dorénavant, un accès à l'escalier depuis l'intérieur.

### Lecabinet de chaise
Situé à gauche du vestibule, se trouve le cabinet de chaise. Muni d'un parquet, il comporte une table à écrire et des fauteuils en tapisserie, ainsi qu'une chaise d'aisances en palissandre avec coffre en plomb, seau de faïence et couvercle, recouverte de velours bleu. Celui-ci devient la cuisine durant les travaux de 1860.

### Le réchauffoir
Situé à droite du vestibule, c'est une pièce spécifique où l'on réchauffe les mets et les boissons des collations préparées en cuisine, située dans les communs. Elle est sommairement meublée : une cheminée, un fourneau, une table en sapin, un sol recouvert de tomettes. Celui-ci devient un petit salon durant les travaux de 1860.

### Le salon
Dans le prolongement du vestibule, c'est une pièce circulaire munie d'un parquet en point de Hongrie où quatre fenêtres alterne avec des portes. Une cheminée surmontée d'une glace à six pans avec une autre en pendant, un plafond bleu azur avec frise d'amours. Les balcons en terrasse ont une vue dégagée sur les bois. Ce salon est alors surchargé de meubles, à savoir, pas moins de 28 fauteuils et chaises, quatre tables de jeu, un écran de cheminée recouvert de papier de Chine pour se prémunir des rigueurs du feu, une lanterne à cinq pans.

### L'entresol
Il comporte alors, une suite de trois pièces destinées au repos. Basses de plafond, elles sont éclairées au moyen de fenêtres rasantes. Actuellement deux de ces pièces portent les noms de : Salon vert et Salon fleuri.

## Protection
Le pavillon fait l'objet d'un classement aux monuments historiques dans sa totalité, par arrêté du 29 août 1927. Un classement des parties intérieures été fait le 24 mai 2024.

## Galerie

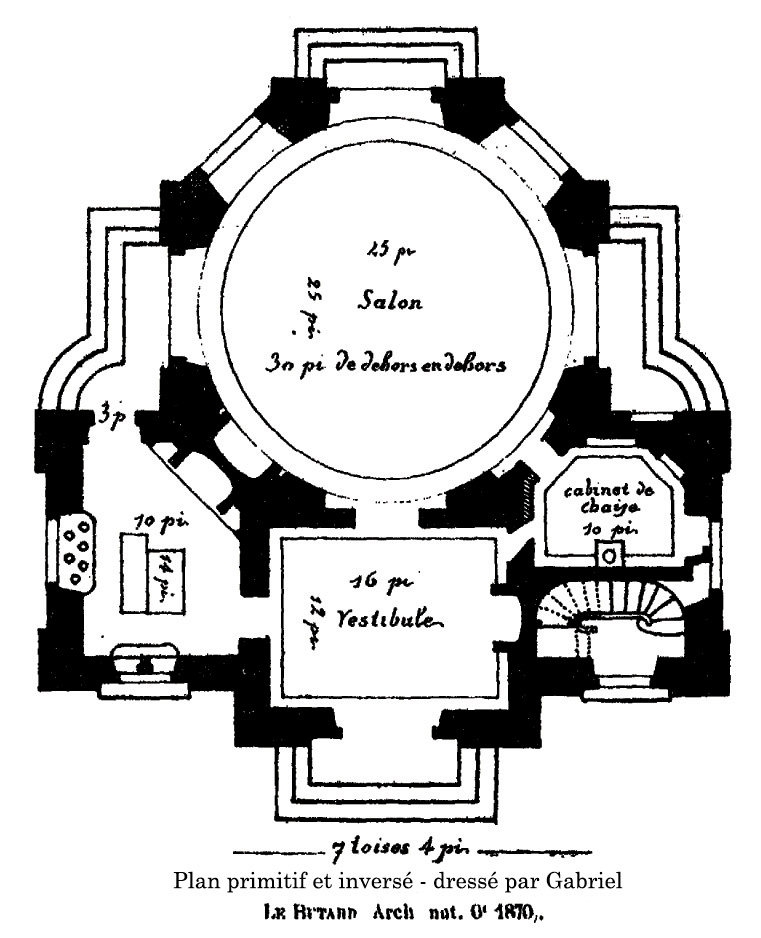
Plan original.
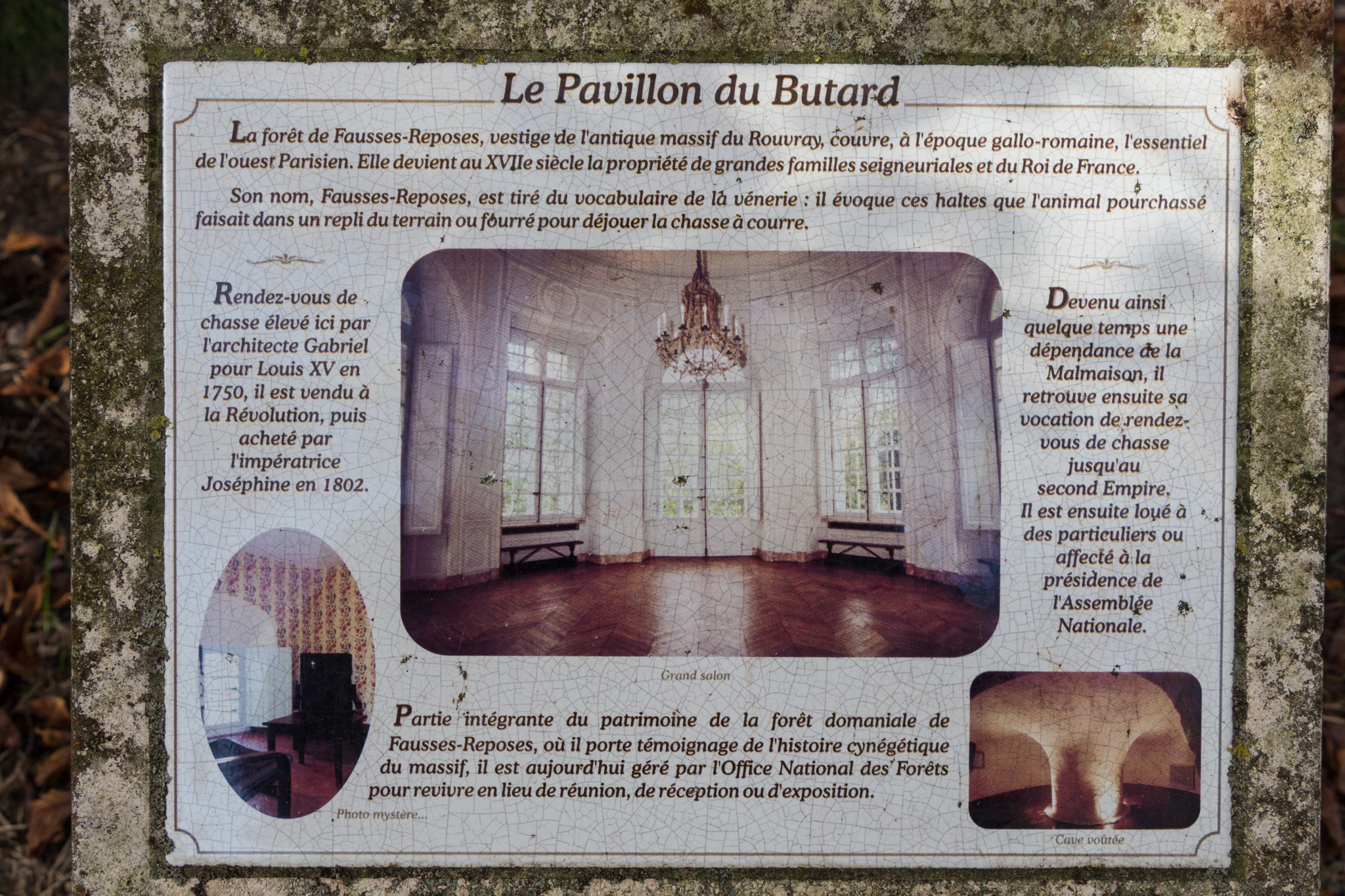
Plaque informative.
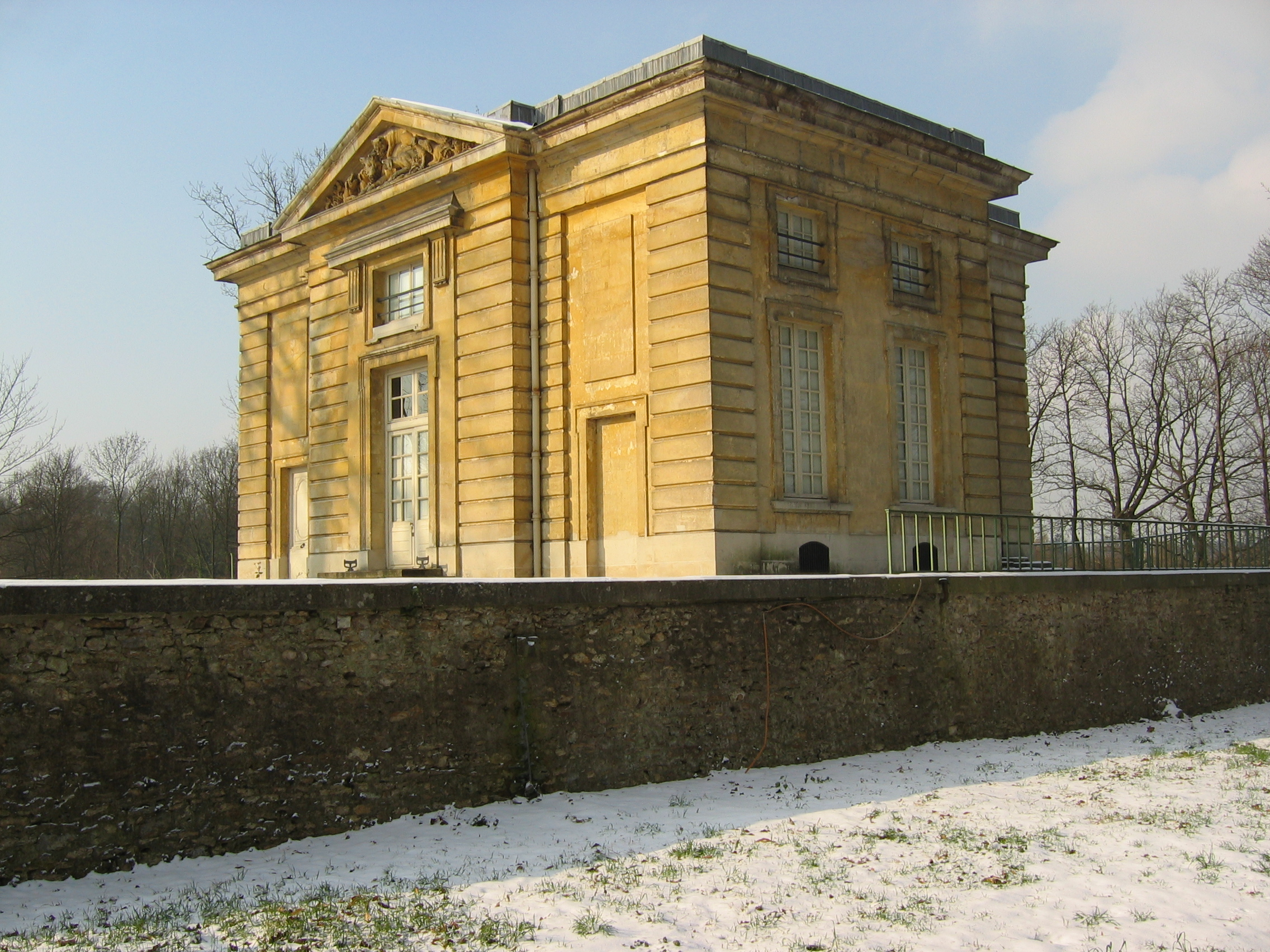
Façade principale de trois-quarts droit.
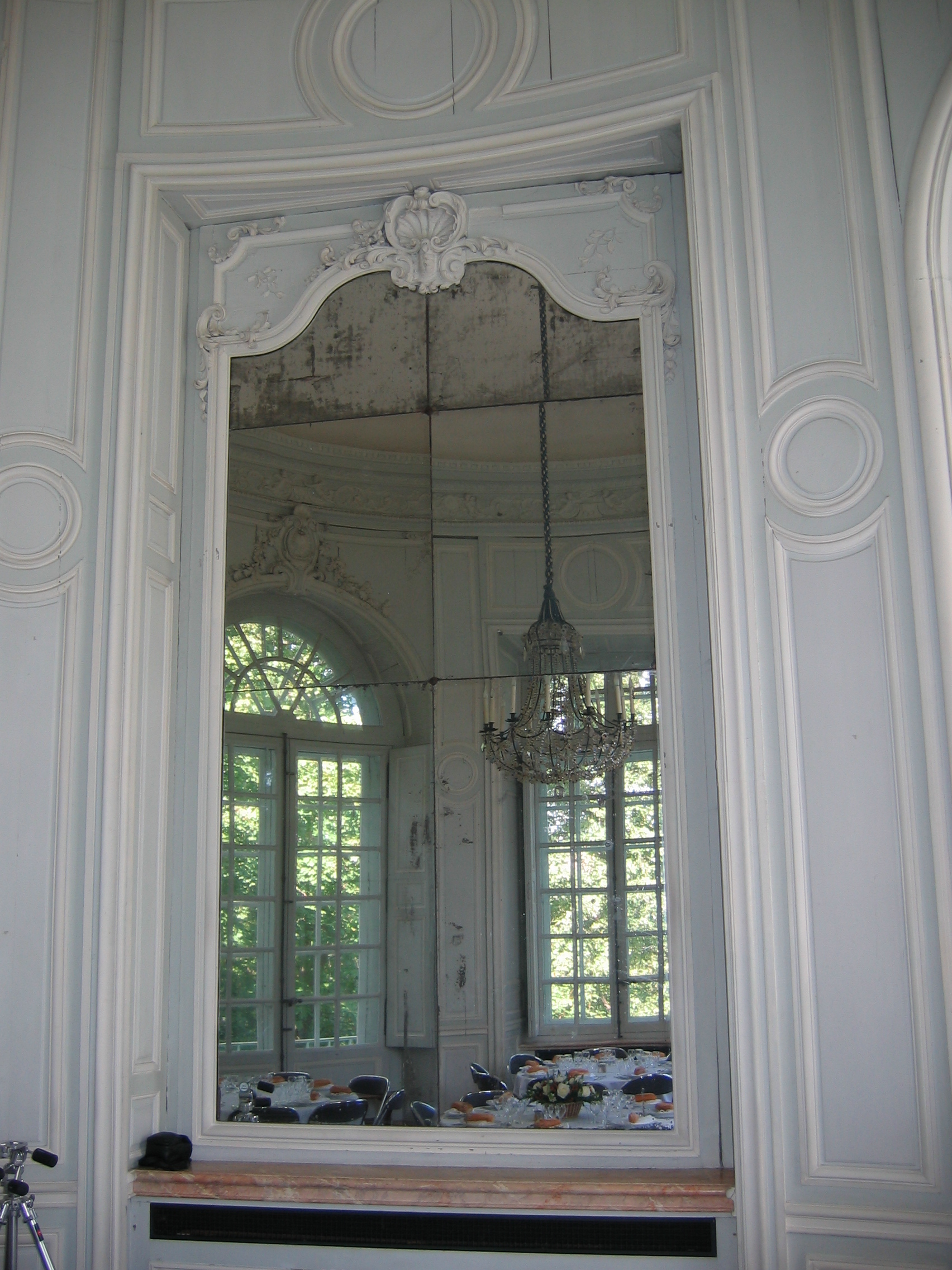
Détails boiseries et miroir - Salon rond.